# Liste der Stolpersteine in Milovice nad Labem

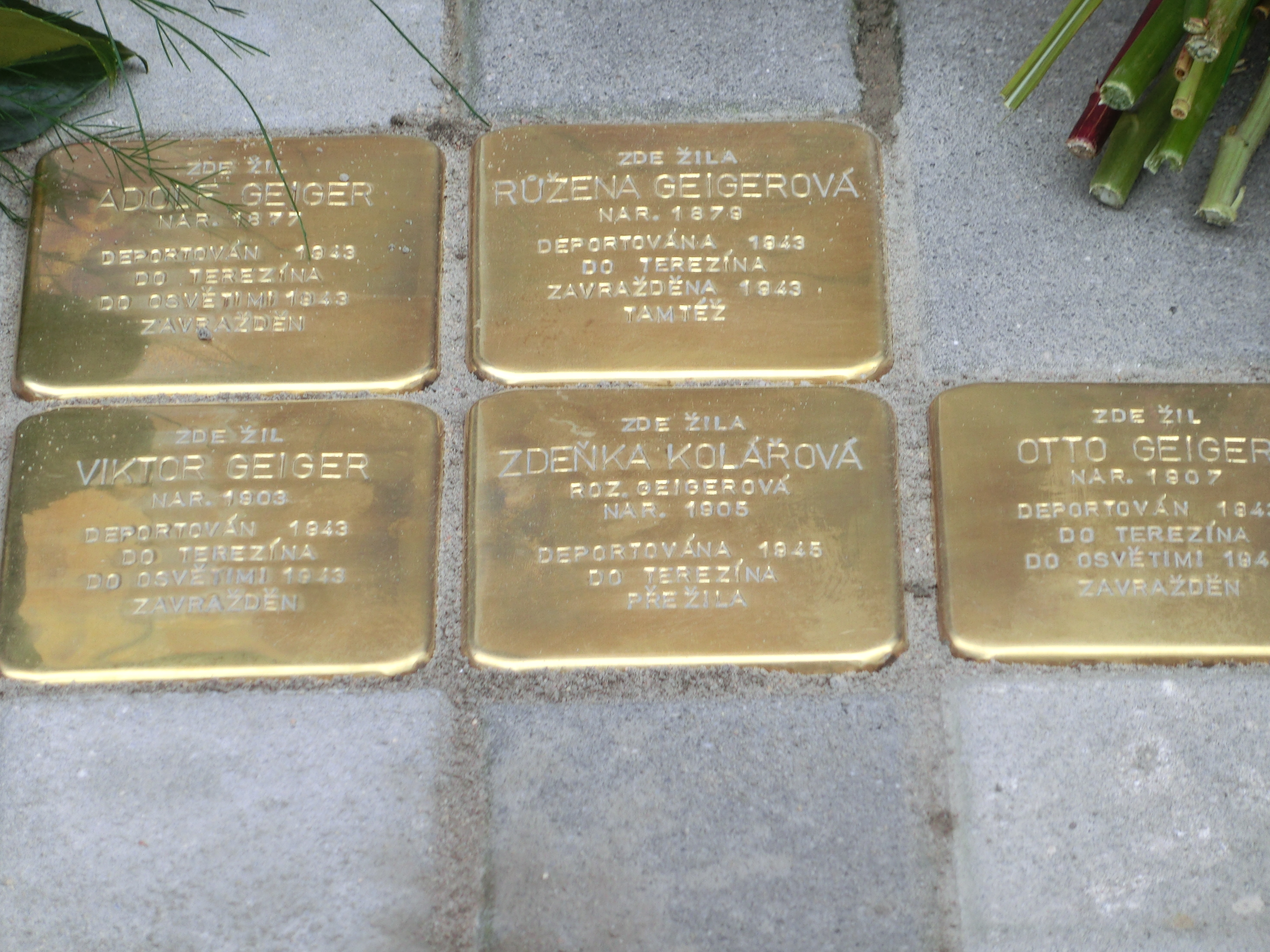
Alle fünf Stolpersteine in Milovice nad Labem

Die Liste der Stolpersteine in Milovice nad Labem enthält die Stolpersteine, die in der Stadt Milovice nad Labem (deutsch Milowitz) im Středočeský kraj verlegt wurden. Sie erinnern an das Schicksal der Menschen, welche von den Nationalsozialisten in Tschechien ermordet, deportiert, vertrieben oder in den Suizid getrieben wurden. Die Stolpersteine werden in der Regel von Gunter Demnig verlegt.
Das tschechische Stolpersteinprojekt Stolpersteine.cz wurde 2008 durch die Česká unie židovské mládeže (Tschechische Union jüdischer Jugend) ins Leben gerufen. Die Stolpersteine liegen vor dem letzten selbstgewählten Wohnort des Opfers. Die Stolpersteine werden auf Tschechisch stolpersteine genannt, alternativ auch kameny zmizelých (Steine der Verschwundenen).
Die Tabellen sind teilweise sortierbar; die Grundsortierung erfolgt alphabetisch nach dem Familiennamen.

## Milovice nad Labem
In der Stadt Milovice nad Labem wurden folgende Stolpersteine verlegt:
| Bild | Inschrift                                                                                           | Standort   | Leben |
| ---- | --------------------------------------------------------------------------------------------------- | ---------- | --- |
|      | HIER WOHNTE ADOLF GEIGER JG. 1877 DEPORTIERT 1943 NACH THERESIENSTADT NACH AUSCHWITZ 1943 ERMORDET  | ČSA 152/11 | Adolf Geiger wurde am 26. Dezember 1877 geboren. Er war mit Rosa Růžena geb. Iltis verheiratet. Das Paar hatte drei Kinder, Viktor (geb. 1903), Zdeňka (geb. 1905) und Otto (geb. 1907). Nach der Zerstörung der Tschechoslowakei durch das NS-Regime wurde seine Familie schrittweise in ihrem Einkommen, ihrem Eigentum und ihrer Freiheit begrenzt und ihnen das Leben geraubt. Am 13. Januar 1943 wurden er, seine Frau und sein Sohn Viktor mit Transport Cl von Mladá Boleslav ins Konzentrationslager Theresienstadt deportiert. Seine Transportnummer war 56 von 552. Dort wurde seine Familie auseinandergerissen. Schon eine Woche später, am 20. Januar 1943, wurde sein Sohn Viktor nach Auschwitz deportiert. Am 13. Februar 1943 verstarb seine Frau in Theresienstadt. Am 6. März 1943 kam sein Sohn Otto in Theresienstadt an, aber auch er wurde sechs Monate später nach Auschwitz deportiert. Am 15. Dezember 1943 wurde schließlich auch Adolf Geiger mit dem Transport Dr nach Auschwitz deportiert. Wahrscheinlich wurde er dort am Tag seiner Ankunft in einer der Gaskammern ermordet. Beide Söhne wurden in Auschwitz ermordet. Seine Tochter wurde 1945 nach Theresienstadt deportiert, sie überlebte. |
|      | HIER WOHNTE OTTO GEIGER JG. 1907 DEPORTIERT 1943 NACH THERESIENSTADT NACH AUSCHWITZ 1943 ERMORDET   | ČSA 152/11 | Otto Geiger geboren 1907. Seine Eltern waren Adolf Geiger und Rosa Růžena geb. Iltis. Er hatte zwei Geschwister, Viktor (geb. 1903) und Zdeňka (geb. 1905). Am 6. März 1943 wurde er mit dem Transport Cv von Prag ins Konzentrationslager Theresienstadt deportiert. Seine Transportnummer war 300. Am 6. September 1943 wurde er mit dem Transport Dl in das Konzentrationslager Auschwitz deportiert. Seine Transportnummer war 589. Er verlor dort sein Leben. Seine Mutter starb in Theresienstadt, noch bevor er dort ankam. Vater und Bruder wurden in Auschwitz ermordet. |
|      | HIER WOHNTE VIKTOR GEIGER JG. 1903 DEPORTIERT 1943 NACH THERESIENSTADT NACH AUSCHWITZ 1943 ERMORDET | ČSA 152/11 | Viktor Geiger wurde am 20. Juni 1903 geboren. Seine Eltern waren Adolf Geiger und Rosa Růžena geb. Iltis. Er hatte zwei Geschwister, Zdeňka (geb. 1905) und Otto (geb. 1907). Am 13. Januar 1943 wurden er und seine Eltern von Mladá Boleslav ins Konzentrationslager Theresienstadt deportiert. Seine Transportnummer war 58 von 552. Eine Woche später, am 20. Januar 1943, wurde er mit dem Transport Dl ins Konzentrationslager Auschwitz deportiert. Seine Transportnummer war 877 von 2.000. Er verlor dort sein Leben. Seine Mutter starb in Theresienstadt, drei Wochen nach seiner Deportation. Vater und Bruder wurden in Auschwitz ermordet. Seine Schwester überlebte. |
|      | HIER WOHNTE RŮŽENA GEIGEROVÁ JG. 1879 DEPORTIERT 1943 NACH THERESIENSTADT ERMORDET 1943 EBENDORT    | ČSA 152/11 | Rosa Růžena Geigerová geb. Iltis wurde am 16. Oktober 1879 in Újezd geboren. Ihre Eltern waren Salomon Iltis und Katharina geb. Pfeifer (ca. 1855–1930). Sie hatte drei Schwestern und drei Brüder: Berta (ca. 1878–1933, verheiratet mit Emil Sušicky, zwei Kinder), Ernest Iltis (geb. 1878), Arthur (geb. 1881), Olga (geb. 1885, verheiratet mit Josef Lustig), Oskar Iltis (geb. 1892, verheiratet, eine Tochter) und Flora (verheiratet mit Karl Kafka). Sie war mit Adolf Geiger verheiratet. Das Paar hatte drei Kinder: - Viktor (geb. 1903), - Zdeňka (geb. 1905, später verheiratet mit Jan Kolář) und - Otto (geb. 1907). Ihr letzter Wohnsitz vor der Deportation war in Milovice. Am 13. Januar 1943 wurden sie, ihr Ehemann und ihr Sohn Viktor mit Transport Cl von Mladá Boleslav ins Konzentrationslager Theresienstadt deportiert. Ihre Transportnummer war 57 von 552. Bereits eine Woche später, am 20. Januar 1943, wurde ihr Sohn Viktor nach Auschwitz deportiert. Am 13. Februar 1943 starb sie in Theresienstadt in Folge von Hungers und Trauer. Ihr Mann und beide Söhne wurden in Auschwitz ermordet. Auch zumindest zwei ihrer Geschwister wurden im Laufe der Shoah ums Leben gebracht, Olga 1941 in Polen und Oskar 1944 in Auschwitz. Das Schicksal ihren drei weiteren Geschwister ist nicht bekannt. Ihre Tochter Zdeňka konnte überleben. |
|      | HIER WOHNTE ZDEŇKA KOLÁŘOVÁ GEB. GEIGEROVÁ JG. 1879 DEPORTIERT 1945 NACH THERESIENSTADT ÜBERLEBT    | ČSA 152/11 | Zděnka Kolářová geb. Geigerová wurde am 19. Juni 1905 geboren. Ihre Eltern waren Adolf Geiger und Rosa Růžena geb. Iltis. Sie hatte zwei Brüder, Viktor (geboren 1903) und Otto (geboren 1907). Sie wurde 1945 verhaftet und ins Konzentrationslager Theresienstadt deportiert. Sie konnte die Shoah überleben. Ihre Mutter wurde in Theresienstadt ermordet, ihr Vater und ihre Brüder in Auschwitz. |

## Verlegedaten
Die Stolpersteine in Milovice nad Labem wurden von Gunter Demnig persönlich am 13. September 2014 verlegt.